# Night Swim
Night Swim (titulada: La piscina en España y Aguas siniestras en Hispanoamérica) es una película de terror sobrenatural estadounidense de 2024 escrita y dirigida por Bryce McGuire (en su debut como director) y basada en el cortometraje de 2014 del mismo nombre de McGuire y Rod Blackhurst. La película está protagonizada por Wyatt Russell y Kerry Condon. Su trama sigue a una familia suburbana que descubre que la piscina de su patio trasero está maldita.
Jason Blum y James Wan produjeron la película bajo sus marcas Blumhouse Productions y Atomic Monster respectivamente, y esta es la primera película de las dos compañías que se estrenará luego de su fusión el 2 de enero de 2024.
Night Swim fue estrenada en los Estados Unidos por Universal Pictures el 5 de enero de 2024. La película recibió críticas negativas de los críticos y ha recaudado 54,7 millones de dólares en todo el mundo.

## Argumento
En 1992, una niña sale una noche a la piscina de su familia para recuperar un barco de juguete que pertenece a su hermano con una enfermedad terminal. Mientras intenta coger el barco, algo extraño en la piscina la arrastra bajo el agua.
En la actualidad, la familia Waller (Ray, Eve y sus hijos Izzy y Elliot) están buscando una nueva residencia permanente después de que Ray se vio obligado a retirarse de su carrera en el béisbol debido a una enfermedad. Después de varias búsquedas de viviendas, finalmente compran la antigua residencia de la familia Fuller. Ray se rasca la mano y se tropieza inadvertidamente a la piscina del patio trasero mientras la limpia. Cuando el personal de mantenimiento de la piscina viene a inspeccionarla, revelan que la piscina es esencialmente autosuficiente y toma su agua de un manantial subterráneo en el área.
A medida que pasa más tiempo en la piscina como parte de su terapia, la enfermedad de Ray parece entrar en remisión. Sin embargo, Eve se preocupa por los cambios repentinos y extraños que ve en su marido. Izzy y Elliot son atacados por algo en la piscina y el gato de la familia desaparece sin ninguna explicación. Durante una fiesta en la piscina, su agente de bienes raíces le cuenta a Eve sobre Rebecca (la hija de los Fuller), que se ahogó en la piscina, pero son interrumpidos por los gritos de los invitados porque Ray aparentemente entra en trance mientras camina a lo profundo de la piscina con un niño en sus hombros casi ahogándolo, aunque esto se atribuye a un efecto secundario de su enfermedad.
Al localizar a la familia Fuller después de enterarse de que hay una larga historia de desapariciones en la casa, Eve se encuentra con Sra. Fuller, la madre de Rebecca. La Sra. Fuller le comenta orgullosa de su hijo Thomas, Embajador de Ayuda Humanitaria para Washington y con unos antecedentes de una vida humanitaria exitosa. Eve le comenta a la Sra. Fuller que su esposo ha mejorado de su esclerosis desde que hace terapia en la piscina, pero ella y sus hijos han visto cosas y creen que hay algo malo en el agua. La Sra. Fuller le cuenta que antes de una casa y una piscina había un pozo y que el agua que ahora sostiene la piscina alguna vez fue parte de un manantial curativo, pero para usar el agua se debe sacrificar a alguien más; Fuller se vio obligada a sacrificar a su hija Rebecca a la entidad de la piscina para curar la enfermedad de su hijo Tommy. Eve se horroriza mentalmente al darse cuenta de que Ray ahora está siendo sanado junto a la piscina, pero tomará a uno de los niños como sacrificio para su cura.
Eve regresa a la casa y descubre que Ray ahora está siendo controlado directamente por la entidad, que atrapa a Elliot en la piscina e intenta matar a Izzy. Eve intenta salvar a su hijo mientras Izzy se enfrenta a la entidad que posee a su padre y finalmente lo ataca con un bate de béisbol. Eve logra recuperar a Elliot inconsciente y el espíritu de Rebecca la guía a la superficie de la piscina. Una vez de regreso al patio, el ataque de Izzy y la condición de Elliot al cual la entidad está atacando ayudan a Ray a recuperar el control de sí mismo. Para evitar que la entidad ataque a sus hijos, Ray se sacrifica por su familia desapareciendo en el agua.
Eve, Izzy y Elliot deciden permanecer en la casa para que nadie más sea víctima de la entidad y hacen arreglos para enterrar la piscina para evitar que algo así vuelva a suceder.

## Reparto
- Wyatt Russell como Ray Waller
- Kerry Condon como Eve Waller
- Amélie Hoeferle como Izzy Waller
- Gavin Warren como Elliot Waller
- Jodi Long como Lucy Summers
- Nancy Lenehan como Kay
- Eddie Martínez como entrenador E
- Elijah J. Roberts como Ronin
- Rahnuma Panthaky como Dr. Sridhar
- Ben Cinclair como técnico de piscinas
- Ellie Araiza como Ángel

## Producción

### Orígenes de la prueba de concepto
Los orígenes de la película se remontan a 2014, cuando Bryce McGuire escribió y dirigió su cortometraje de bajo presupuesto de cinco minutos del mismo nombre en colaboración con su amigo Rod Blackhurst, que filmó en el patio trasero de la música Michelle Branch. Protagonizada por Megalyn Echikunwoke en el papel principal, lo que inspiraría el personaje de Izzy Waller en la versión cinematográfica. McGuire citó las propias películas de Blumhouse, así como otras películas como Poltergeist (1982), Creature from the Black Lagoon (1954), Tiburón (1975), Christine (1983), La noche del cazador (1955) y El abismo (1989), como fuentes de inspiración de la película. También describió la historia de la película como semiautobiográfica en conexión con su infancia y adolescencia, diciendo: "Crecer en Florida, rodeado por el océano por tres lados, en un clima al que sólo se puede sobrevivir participando en el ritual del agua, conociendo amigos que ahogados, huracanes que inundaron casas, accidentes de navegación, ataques de tiburones, llegas a tener una especie de miedo y reverencia por el agua... Vi esa película [ Tiburón ] cuando tenía 10 años. Teníamos una piscina en el tiempo, y recuerdo haber estado flotando solo en el agua por la noche cuando mi hermano menor apagaba las luces. Y aunque sabía que la piscina tenía solo 9 pies de profundidad y 18 pies de ancho, estaba seguro más allá de toda duda de que el agua era un abismo y algo horrible subía hacia mí desde las profundidades". El cortometraje se estrenó en YouTube el 12 de octubre de 2014 y se volvió viral, lo que permitió a McGuire irrumpir en la industria cinematográfica como guionista. Judson Scott, vicepresidente ejecutivo de Atomic Monster, recomendó el corto a James Wan, quien acordó comprar los derechos para una adaptación cinematográfica. 

### Desarrollo de la versión característica
Se informó que la versión cinematográfica de Night Swim estaba en preproducción en enero de 2023, tras el éxito de la película M3GAN .  McGuire volvió a dirigir a partir de su propio guion, en el que amplió la trama para añadir una capa de dramatismo que impulsara la historia y una capa emocional al terror que les ocurre a los personajes. Esto implicó agregar "una mitología épica y sobrenatural con un trasfondo de cuento de hadas gótico para la siniestra piscina de la historia". Se anunció que Wyatt Russell y Kerry Condon protagonizarían, con James Wan y Jason Blum produciendo bajo sus marcas, Atomic Monster y Blumhouse Productions, respectivamente.  En abril, se agregaron al elenco Amélie Hoeferle, Gavin Warren, Nancy Lenehan y Jodi Long . 

### Rodaje
La fotografía principal comenzó el 11 de abril de 2023 en Altadena, California y la región de Los Ángeles, y duró 34 días.

## Música
Mark Korven, quien también compuso la música de The Black Phone (2021) de Blumhouse, compuso la banda sonora de la película. McGuire elogió la selección de Korven y dijo: "... su música está en todas mis listas de reproducción de escritura y le presenté mi visión de la música, sintiendo que solo podía venir del agua, como un coro ahogado que se eleva desde las profundidades, y él estaba ". Es un tipo tan dulce y talentoso. Sólo Mark podía crear sonidos tan extraños y escalofriantes". Para reflejar las influencias de la película, McGuire incorporó canciones pop de la década de 1980 a la banda sonora, como que el personaje de Ray Waller tenga algo con el metal de los 80 para que se sienta atraído por el pasado.

### Listado de pistas
| N.º   | Título                    | Duración |  |
| 1.    | «Opening»                 | 2:50     |  |
| 2.    | «Ray's Fall»              | 1:19     |  |
| 3.    | «Nostalgia»               | 1:58     |  |
| 4.    | «Pool Scare Healing»      | 3:08     |  |
| 5.    | «Elliot Swims»            | 2:13     |  |
| 6.    | «Marco Polo»              | 1:21     |  |
| 7.    | «He Won't Let Go»         | 3:19     |  |
| 8.    | «The Deep Water»          | 1:45     |  |
| 9.    | «Eve and Ray Fight»       | 1:10     |  |
| 10.   | «The Night You Were Born» | 1:05     |  |
| 11.   | «Kids Have Seen Things»   | 5:22     |  |
| 12.   | «Saving Elliott»          | 6:31     |  |
| 13.   | «Shown the Way»           | 2:16     |  |
| 14.   | «Don't Look Back»         | 2:49     |  |
| 15.   | «Ending»                  | 2:05     |  |
| 39:11 |                           |          |  |

## Estreno
Night Swim fue estrenada por Universal Pictures en los Estados Unidos, Reino Unido y Australia el 5 de enero de 2024.   La película estaba originalmente programada para el 19 de enero de 2024.  Fue lanzado en plataformas digitales el 23 de enero de 2024. 

## Recepción

### Taquillas
Al 8 de agosto de 2024, Night Swim ha recaudado 32,4 millones de dólares en Estados Unidos y Canadá, y 22,2 millones de dólares en otros territorios, para un total mundial de 54,7 millones de dólares.
En Estados Unidos y Canadá, se proyectaba que Night Swim recaudaría entre 9 y 11 millones de dólares en 3250 salas en su primer fin de semana.  La película recaudó 5,2 millones de dólares en su primer día, incluidos 1,45 millones de dólares de los avances del jueves por la noche. Luego debutó con $ 12 millones, terminando segundo detrás de Wonka .  En su segundo fin de semana, la película cayó un 60% a 4,7 millones de dólares, quedando en séptimo lugar. 

### Respuesta crítica
En el sitio web agregador de reseñas Rotten Tomatoes , el 22% de las 150 críticas son positivas, con una calificación promedio de 4,3/10. El consenso del sitio web dice: "A pesar de un comienzo prometedor y un puñado de sustos sólidos, Night Swim se deshace por una premisa que simplemente no es lo suficientemente fuerte como para sustentar un largometraje". Metacritic , que utiliza un promedio ponderado , asignó a la película una puntuación de 43 sobre 100, basada en 32 críticas, lo que indica críticas "mixtas o promedio". El público encuestado por CinemaScore le dio a la película una calificación promedio de "C" en una escala de A+ a F, mientras que PostTrak informó que el 45% de los espectadores le dio una puntuación positiva, y el 26% dijo que definitivamente recomendaría la película.
Owen Gleiberman de Variety dijo que el público nunca está "inmerso en el terror de la película" y escribió: "Pero ahora, estrenando en el mismo espacio de fin de semana del depósito de chatarra, tenemos otra producción de Blumhouse, Night Swim, que restaura cierto orden en el universo cinematográfico al ser tan tibia y sin miedo como debería ser una película adecuada de principios de enero".  Frank Scheck de The Hollywood Reporter llamó a la película "el extremo poco profundo del grupo de películas de terror" y dijo que "a pesar de los mejores esfuerzos del cineasta por generar suspenso a través de los sobresaltos habituales, Night Swim resulta ser tan tonto como parece". ".  Peter Howell ' de Toronto Star, dio una puntuación de dos sobre cuatro y dijo que el cuento era superior: "Sin embargo, en su mayor parte, esta versión cinematográfica de Night Swim demuestra aún más la perogrullada de que lo más largo rara vez es mejor cuando se trata de películas". "El original era breve, nítido e impactante". 
Matthew Monagle, que escribe para The Austin Chronicle , le dio a la película una puntuación de tres sobre cinco: "Puede que sea condenatorio y débil elogio describir Night Swim como una película sólida, pero los fanáticos del terror saben cuán oscuros y profundos son los fondos de sus género puede ser. Tomaremos lo que McGuire tiene para ofrecer todos los días de la semana".  Alissa Wilkinson del New York Times dio una crítica positiva. Ella escribió que la tontería del tercer acto socavó la "resonancia emocional que buscaba", pero terminó la reseña diciendo: "Para un estreno de terror invernal, que normalmente es un buen momento para ir al cine, comer palomitas de maíz y asustarse los pantalones, hace el trabajo".  Otra crítica positiva provino de Chris Vogner, que escribió para la revista Rolling Stone, quien la describió como "... una película de terror sobre piscinas extrañamente intrigante".